# 亞利什夫
50°18′4″N 27°47′48″E / 50.30111°N 27.79667°E
亞利什夫（烏克蘭語：Ялишів），是烏克蘭北部的村莊，隸屬日托米爾州的茲維亞赫爾區。該村面積0.7平方公里，海拔高度225米，2022年人口104，人口密度每平方公里214.29人。